# У Мини это в первый раз
«У Мини это в первый раз» (англ. Mini's First Time) — криминальная комедия, повествующая о жизни девушки по имени Мини. Премьера состоялась 11 июля 2006 года. На DVD фильм был выпущен 24 октября 2006 года компанией HBO Films. В российский прокат вышел 9 августа 2007 года. Кассовый сбор в США составил $49 034, кроме того мировой — $53 642.

## Сюжет
Мини (Никки Рид) мечтает высвободиться из-под гнёта матери Дайэн (Керри-Энн Мосс) (алкоголички, погрязшей во внебрачных связях). Она поступает в службу эскорта, клиентом которой оказывается её отчим Мартин (Алек Болдуин), но это её ничуть не смущает, даже наоборот, что и не удивительно, ведь её девиз по жизни — «Секс. Убийство. Шантаж. Всё когда-то бывает впервые». Но тайные встречи им уже не по душе. Мини убеждает Мартина принять участие в изощрённом плане по объявлению матери невменяемой, но однажды длительный процесс добивания Дайэн им надоедает, и они решают ускорить её смерть. Они закрывают её в машине, где она умирает от газа. Чтобы развеяться, они проводят отпуск на курорте, где им встречается их сосед Майк. 
Детектив Джон Гарсон (Люк Уилсон) приступает к расследованию дела, Мини и Мартину этот процесс не по душе, поскольку в деле обнаруживается пара несостыковок. Майк однажды приглашает Мини к себе и предлагает ей принять участие в молодёжном телешоу. Мартин от этого не в восторге, но вдруг кто-то их начинает шантажировать фотографиями. Мартин начинает подозревать их соседа Майка Руделла (Джефф Голдблюм).

## В ролях
| Актёр            | Роль                      |
| ---------------- | ------------------------- |
| Никки Рид        | Минерва «Мини» Дрогуэ     |
| Алек Болдуин     | Мартин Теннант            |
| Керри-Энн Мосс   | Диана Дрогуэ Теннант      |
| Джефф Голдблюм   | Майк Руделл               |
| Люк Уилсон       | Дуайт Гарсон              |
| Светлана Меткина | Джелена Марискова-Флешман |
| Дэвид Адриоли    | Чарльз Мэтер              |
| Марк Дэклин      | Йен Бойд                  |
| Спраги Грайден   | Кэйла                     |
| Рик Фокс         | Фабрицио                  |
| Джоэл Макхейл    | ведущий                   |

## Примечание
1. ↑  Minis First Time / У Мини это впервые. Дата обращения: 9 февраля 2011. Архивировано 1 февраля 2011 года.
2. ↑  Настоящее кино : фильм У Мини это в первый раз (2007) Mini's First Time. Дата обращения: 9 февраля 2011. Архивировано 14 октября 2010 года.
3. ↑  У Мини это в первый раз (Mini's First Time, 2006). Фильм.Ру. Дата обращения: 7 февраля 2011. Архивировано 10 ноября 2011 года.
4. 1 2 3  Данные о сборах (англ.). Box Office Mojo. Дата обращения: 13 сентября 2011. Архивировано 14 июля 2012 года.
5. ↑  Mini’s First Time (2006) — IMDb (англ.) на сайте Internet Movie Database